# سيد واين
سيد واين (بالإنجليزية: Sid Wayne)‏ هو كاتب أغاني أمريكي، ولد في 26 يناير 1922، وتوفي في 26 ديسمبر 1991.

## وصلات خارجية
- سيد واين على موقع IMDb (الإنجليزية)
- سيد واين على موقع ميوزك برينز (الإنجليزية)
- سيد واين على موقع قاعدة بيانات برودواي على الإنترنت (الإنجليزية)
- سيد واين على موقع ديسكوغز (الإنجليزية)